# Clypeodytes perlautus
Clypeodytes perlautus är en skalbaggsart som beskrevs av Olof Biström 1988. Clypeodytes perlautus ingår i släktet Clypeodytes och familjen dykare. Inga underarter finns listade i Catalogue of Life.